# 蒸し物

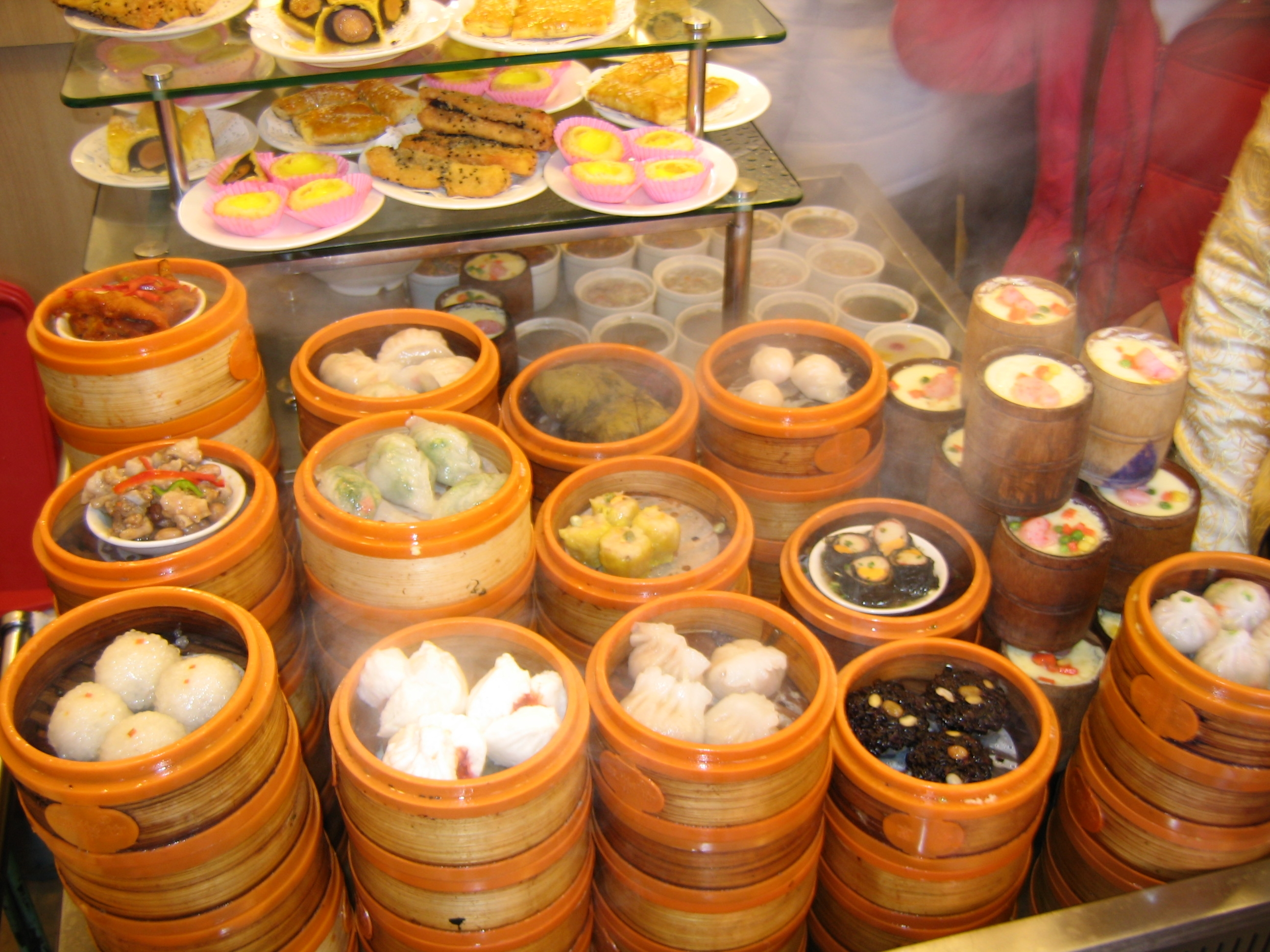
広東料理の飲茶の中の蒸し物

蒸し物（むしもの）あるいは蒸し料理（むしりょうり）は、蒸気を使って加熱した料理。茹で物のように湯に水溶性の栄養素が溶け出さないこと、または炒め物のように油を必要とせず低カロリーですむことから、蒸し加熱によるヘルシー志向の温野菜調理を好む者もいる。

## 特徴

蒸籠を使った酒蒸し料理(日本)

湯気による湿潤な状態で加熱ができ、食材を乾燥させず栄養の流出などなく調理できる。調理後の食材はスープのない料理でもふっくら、しっとりに仕上がることが多い。100℃以上に温度が上がらないため栄養をあまり失わず、形も崩さないため素材を活かすことのできる料理である。その一方で、調理途中に味付けができないため、あらかじめ食材に下味をつけておくか、調理後にテーブルソース（タレ）をつけて食べることが多い。
蒸すときは蒸し器の温度が十分上がり安定してから入れないと熱の入り加減にばらつきが出る。
一般に鶏肉や魚介類など淡白な味わいのものが向き、生臭いもの、臭みの強い肉や、アクの強い野菜類には向かない。

## 蒸し方

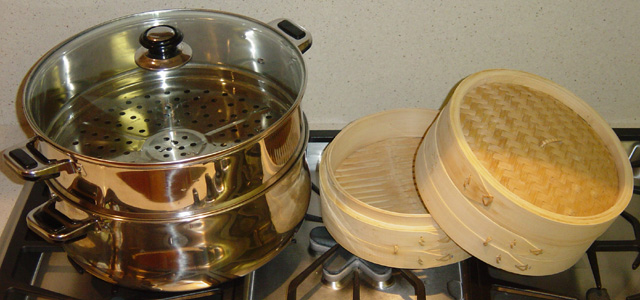
なべ型の蒸し器(左)と蒸籠

蒸すことは、蒸かし（ふかし）ともいう。蒸し器としては蒸籠（せいろ）が使われる。
蒸す際にはあらかじめ鍋で水を沸騰させて蒸し湯を作り、その鍋の上に加熱したい食材を入れた蒸籠を置く。湯気を絶えず充満させるため、水は常に加熱し、蒸籠には蓋をしたままにしておく。中華まん、シュウマイなどの点心はこの方法で蒸されることが多い。蒸篭の蓋は竹や木を編んだものであり湯気が抜けやすく、必要以上に湯気をこもらせて食材をびしょびしょにしてしまうことが起こりにくい特長がある。
蒸籠がない場合は、大きめの鍋に少し水を張り、それよりも高い五徳や茶碗などの台を置いた上に皿や網を乗せ、蓋で密閉して加熱すると蒸すことができる。この方法の方が短時間に蒸すことが可能なため、中華料理の蒸し魚や蒸し蟹はこうして蒸されることも多い。取り出す際にやけどをしやすいため、トングの先を曲げたような形の取り出し器具も中国ではよく使われている。
蒸し湯を沸かした鍋と蒸籠を使う方法のほかに、食材自身や酒などの液体調味料の水分を利用した方法がある。電子レンジでも、器に蓋をしたり、ラップ類を張って加熱することにより、食材の水分を使って蒸すことができる。専用の容器がみられるほか、近年はスチームオーブンなどその機能が付与された機種も見られる。

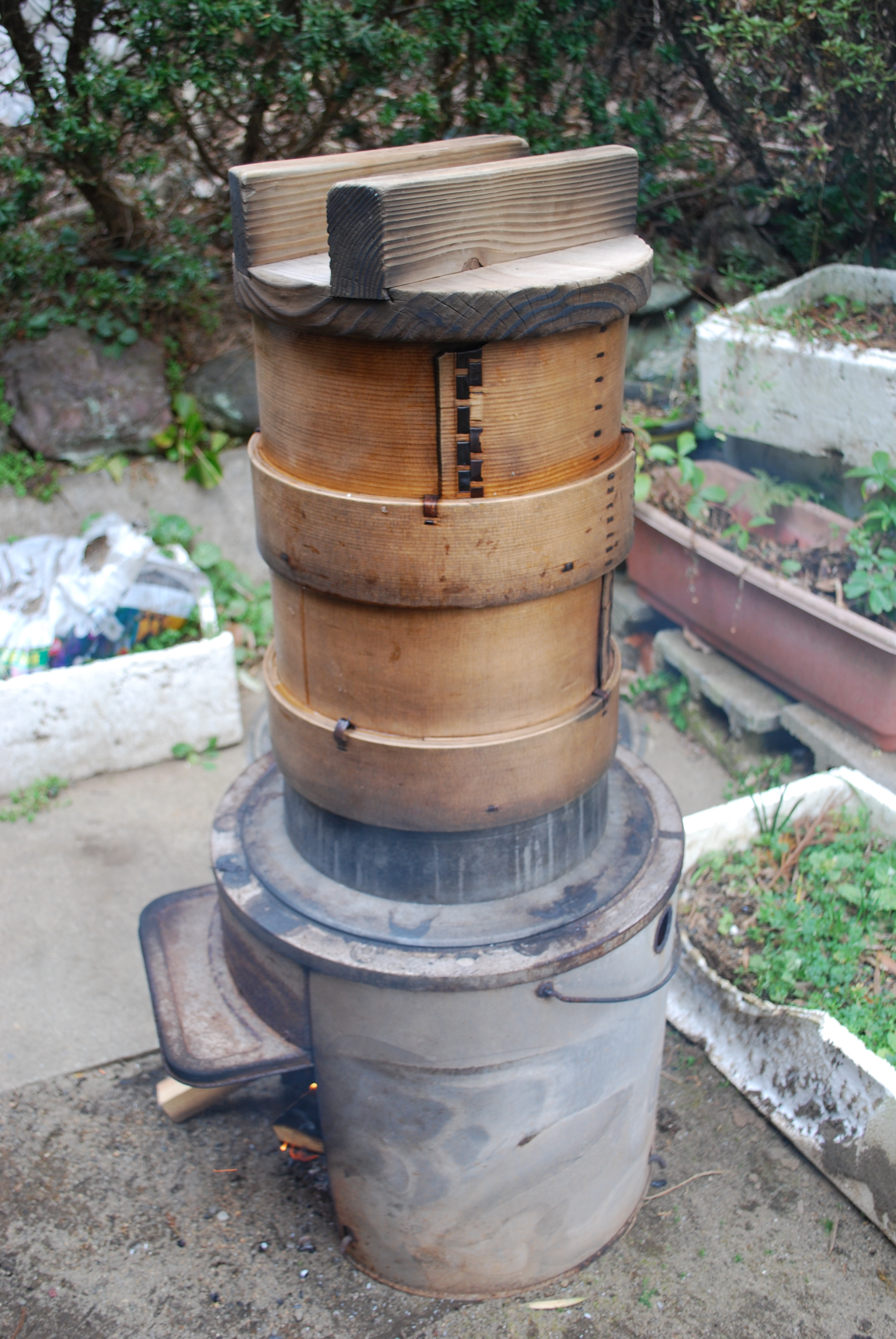
餅つきのしたくに餅米を蒸している。
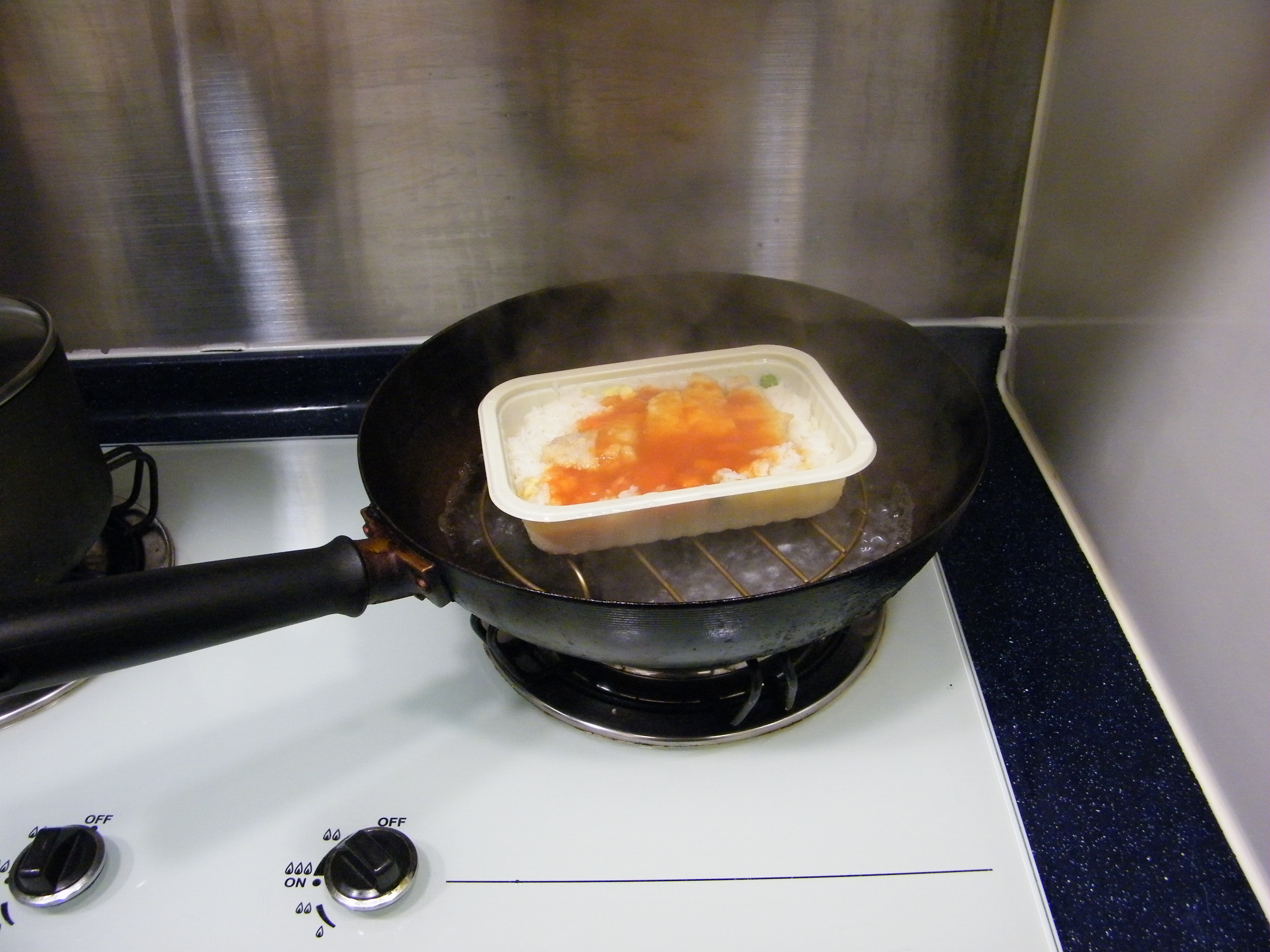
中華なべを利用した蒸し物。水を張り網を沈めて冷凍食品を加熱。

## 湯気や水蒸気を用いる他の調理法
湯気を用いて加熱する調理法は別の調理法の副次的な方法としてとられることが多い。食材の中心にまで加熱することを主な目的としている。
蒸し焼き
焼く過程において、水、酒などを加えて蓋をし、発生した水蒸気や湯気で加熱する調理方法。また、食材に元々含まれていた水分で蒸し焼きする場合もある（例：焙烙蒸し・塩窯蒸し）。肉や魚の炒め物料理や鉄板焼きなどで多く使われる。モロッコなどのタジン鍋は蒸し焼きにするために適した調理器具。
蒸らし
米を炊く際によく用いられる方法で、調理の最終工程の加熱後、食材に残った熱による調理方法であり、発生した湯気により食材がふっくら、しっとりとした状態にできる。
ロースト
ブロック肉や丸鶏など調理する際によく用いられる方法で、通常は安定加熱のためオーブンなどを使用する。オーブン内を数百℃に保ち時間をかけて一定温度で加熱する。投入時は蒸し焼き状態になる。経時後は高温のため湯気が発生せず、乾いた雰囲気により食材表面に焼き目を付けることができる。

## 蒸し料理の例

### 日本料理
調味料が料理名になったもの

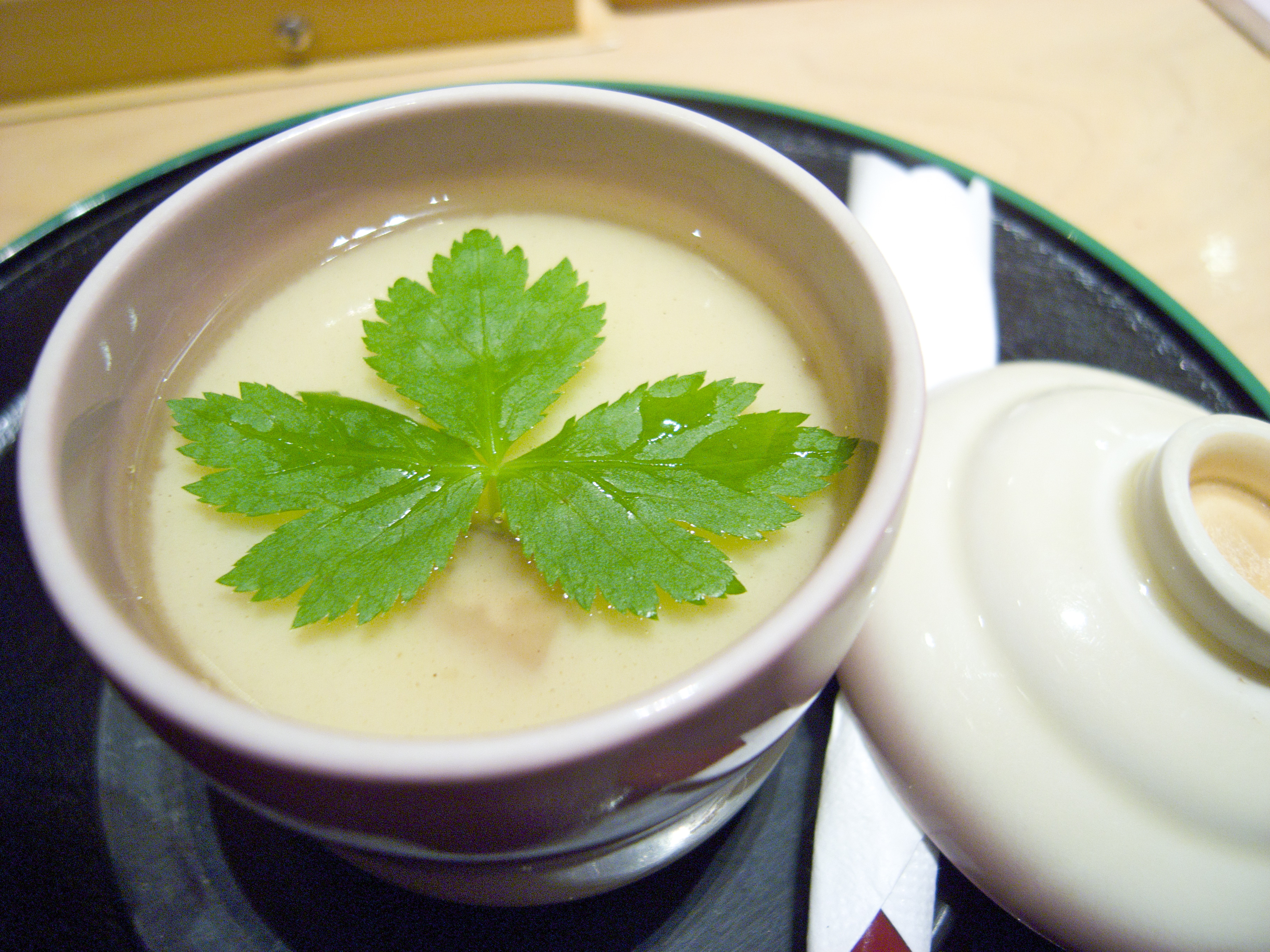
茶碗蒸し

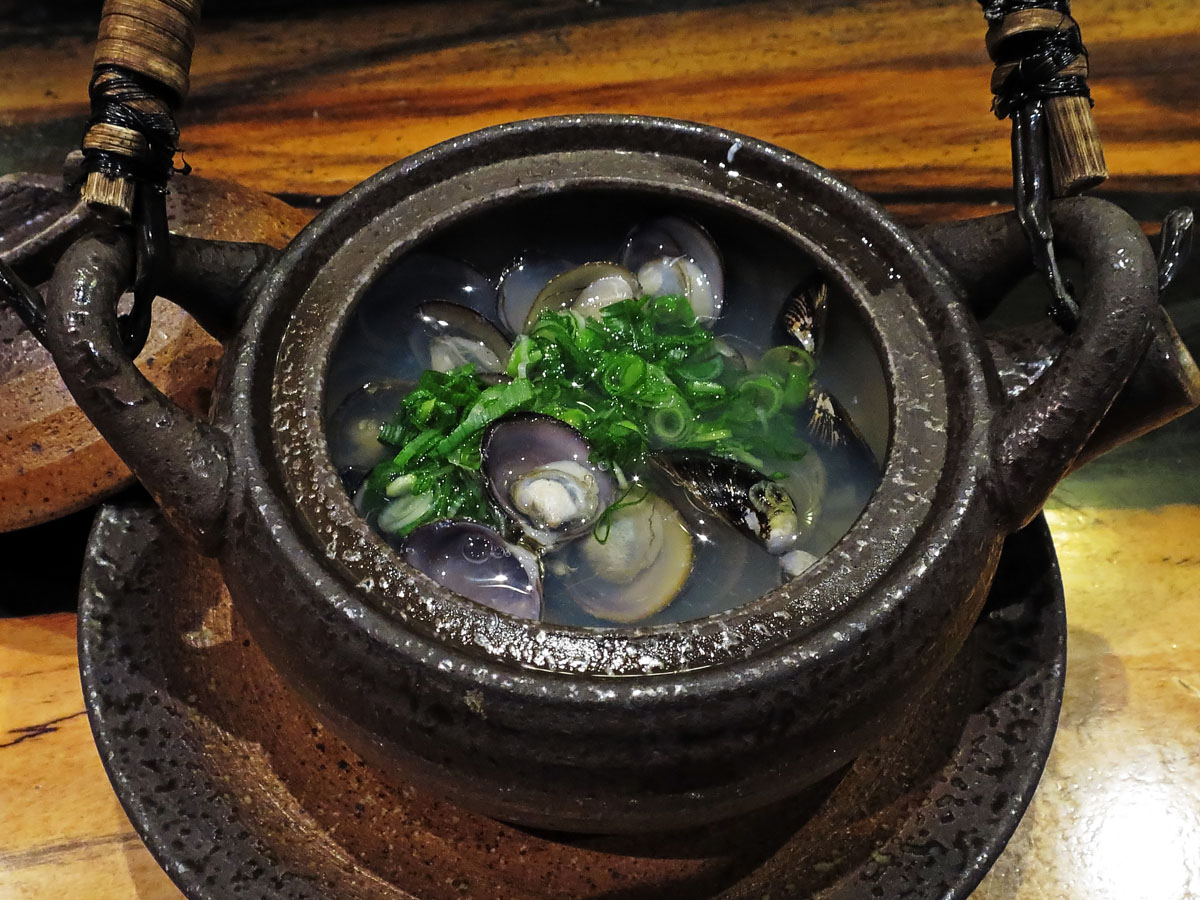
貝蒸し料理（大和しじみ）

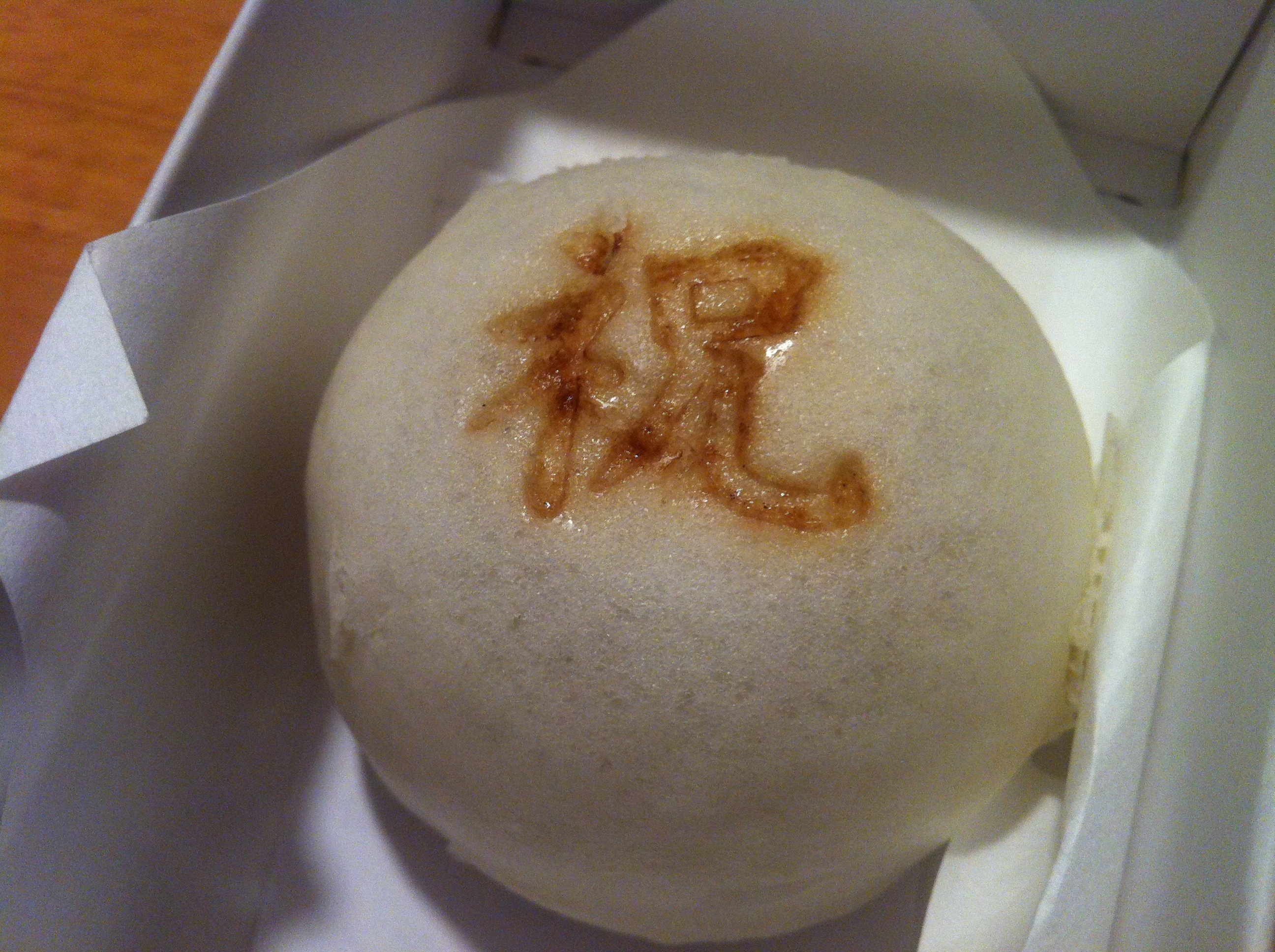
饅頭

- 淡雪蒸し（あわゆきむし・泡雪とも）
メレンゲを魚等にかけて蒸した料理。
- 蕪蒸し （かぶらむし）
おろしたり千切りにしたカブを魚等にかぶせて蒸した料理。
- 酒蒸し（さかむし・さけむし）
鯛などの白身魚やアサリなどの貝類に日本酒を振り掛けて蒸す。酒は臭み取りの効果がある。
- 丹波蒸し（たんばむし）
クリを用いた蒸し物。丹波地方がクリの名産地であったことから。

容器が料理名になったもの
- 茶碗蒸し
ふた付きの茶碗にとき卵・だし汁・具（鶏肉、エビ、銀杏、かまぼこなど）を入れて蒸す。
  - 小田巻蒸し - 茶碗蒸しにうどんを入れたもの。大阪名物。

- 土瓶蒸し
マツタケとハモなどをだし汁とともに土瓶に入れて蒸す。
- 柚釜（ゆがま・柚子釜とも）
くりぬいたユズを器にして蒸したもの。
  - タイの白子柚釜蒸し

蒸し焼きの別名 (調理法)
- 焙烙蒸し（焙烙焼き）は、焙烙に塩を敷き蒸し焼きにする料理法。魚やキノコなど。
- 塩窯蒸し（塩釜焼き）は、鍋などに塩を大量に敷き詰めて素材を載せ藁などでおおう、あるいは素材を大量の塩で包み、蒸し焼きにする料理法。肉、魚など。

その他
- 蒸しパン
- もち米料理
もち米を調理する際は、炊く方法を取るうるち米と違って蒸すことが多い。古代においては甑が使用された。
  - もち、赤飯、飯蒸しなど。

- 和菓子
外郎、軽羹、すあま、饅頭、蒸し羊羹など蒸して加工する。

### 中華料理
魚介類

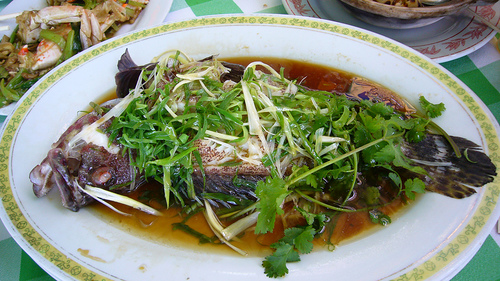
ケツギョの蒸しもの

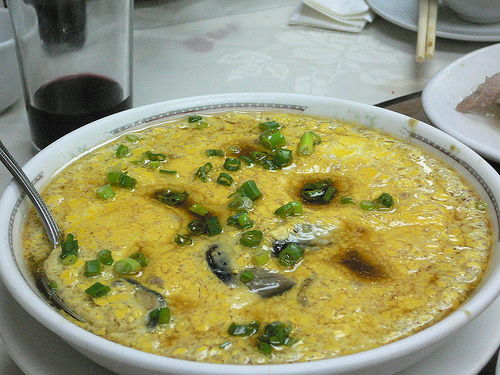
蒸水蛋

- 蒸し魚 - ハタ類、ケツギョ、クロダイ、フウセイなど。
- 蒸し蟹 - 上海蟹など。
- 蠘飯（蟳飯） - ワタリガニ類を乗せて蒸す、福建料理のおこわ。

肉類
- 粉蒸肉 - 豚肉に米粉をまぶして蒸す料理。:

豆腐
- 醸豆腐 - 豆腐に豚のひき肉などを詰めて蒸す客家料理のひとつ。

卵
- 蒸水蛋 - 茶碗蒸しに似た卵料理で、各地で具や形状が異なる。

主食
- 饅頭（マントウ）、窩頭（ウォートウ）、蒸し飯

点心（一部のみ）
- 焼売、包子（中華まん)、蒸しパン、中華おこわ、湯葉包み、スペアリブの豆豉蒸しなど。
- 餃子 - 発祥の中国では水餃子すなわち、煮るもしくは茹でる調理法が多いが、高級料理、宴会料理としての変わり餃子や広東料理としてのエビ餃子（蝦餃）などの変種は蒸される。日本では水餃子よりも、蒸し焼きする焼餃子のほうが浸透している。

スープ
- 壷蒸しスープ - 江西料理の煨湯や福建料理の佛跳牆など。
- 冬瓜盅 - くりぬいたトウガンにスープを入れ蒸す料理。
- 汽鍋鶏 - 蒸気が内側に入る構造の特殊な土鍋を使う、雲南料理のニワトリの蒸しスープ。

デザート
- 大良双皮奶（牛乳プリン）- 仏山市大良で1850年代に作られたと伝わる。
- 亀苓膏（亀ゼリー）- 伝統中国医学に基づいた伝統的な食品。

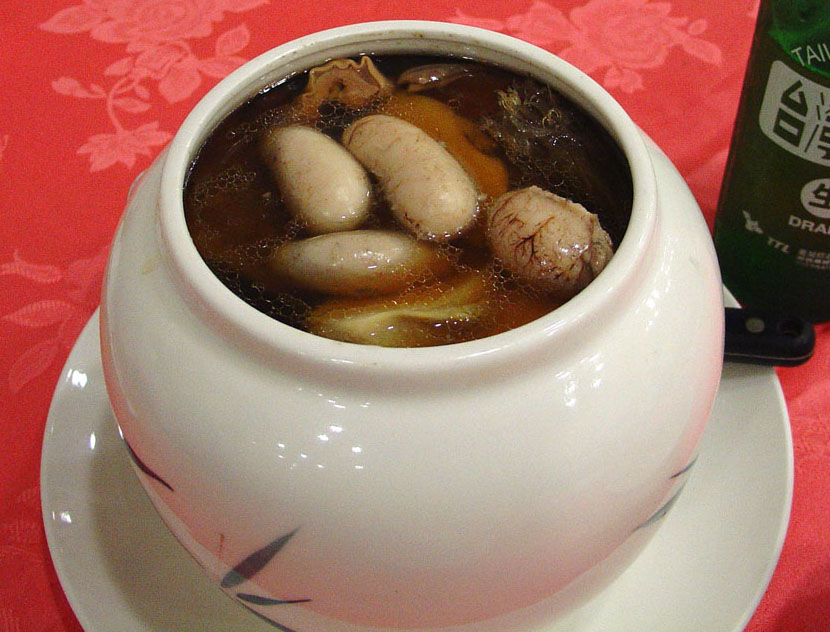
佛跳牆と呼ばれる壷蒸しスープ
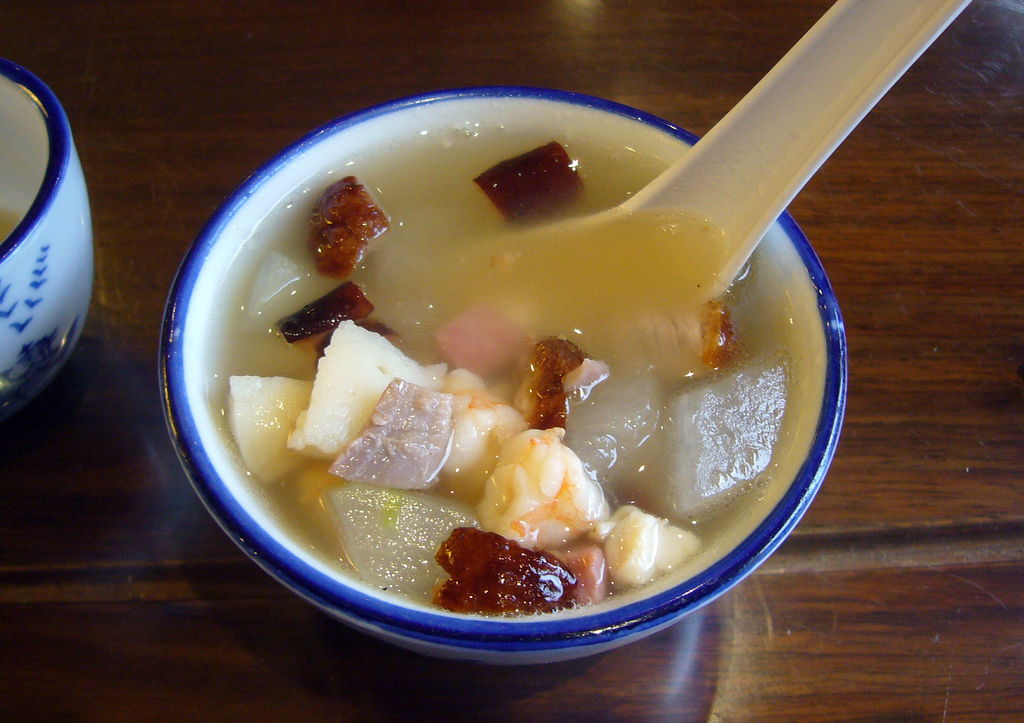
ひとり分を取り分けた冬瓜盅
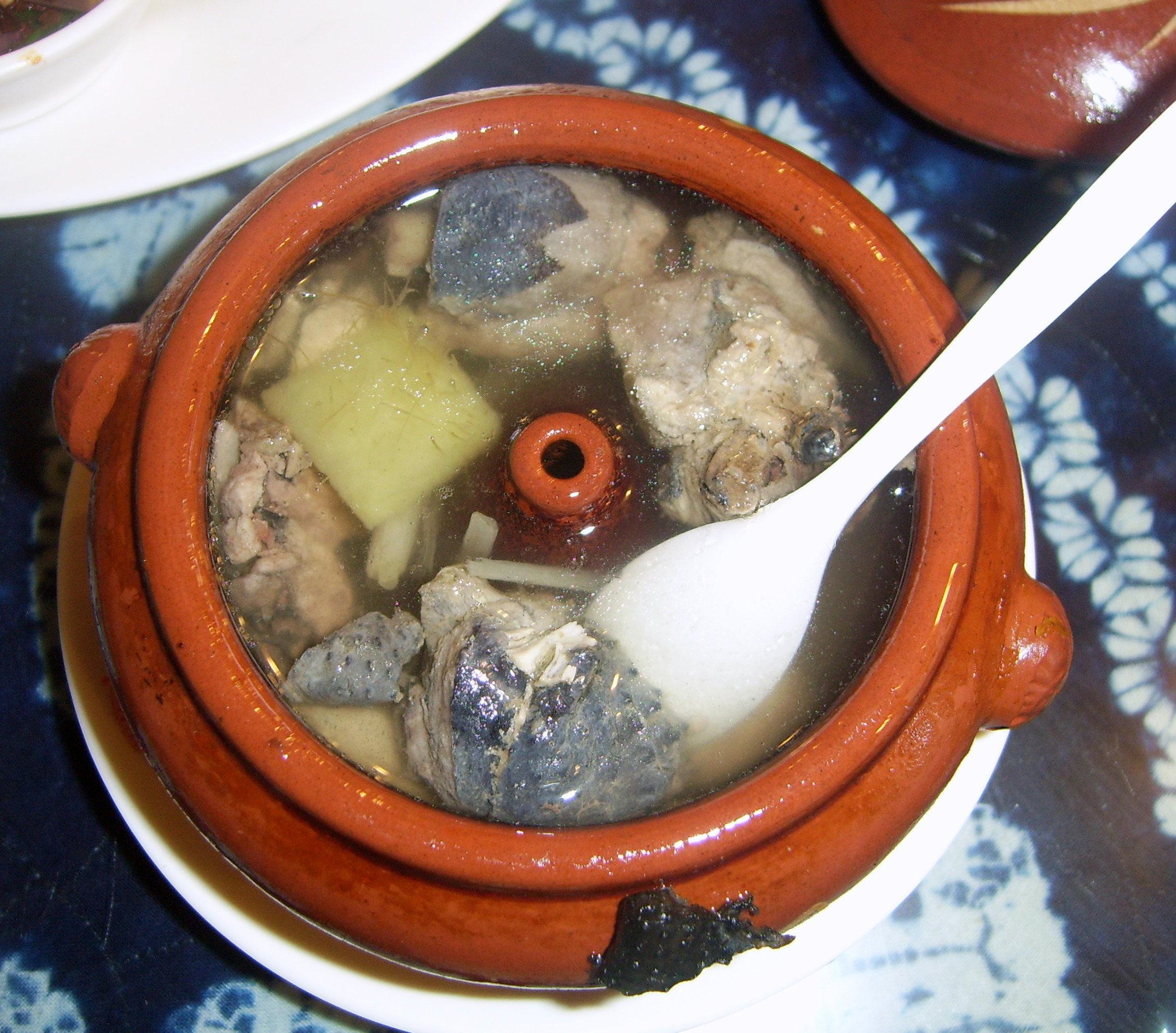
ウコッケイの汽鍋鶏
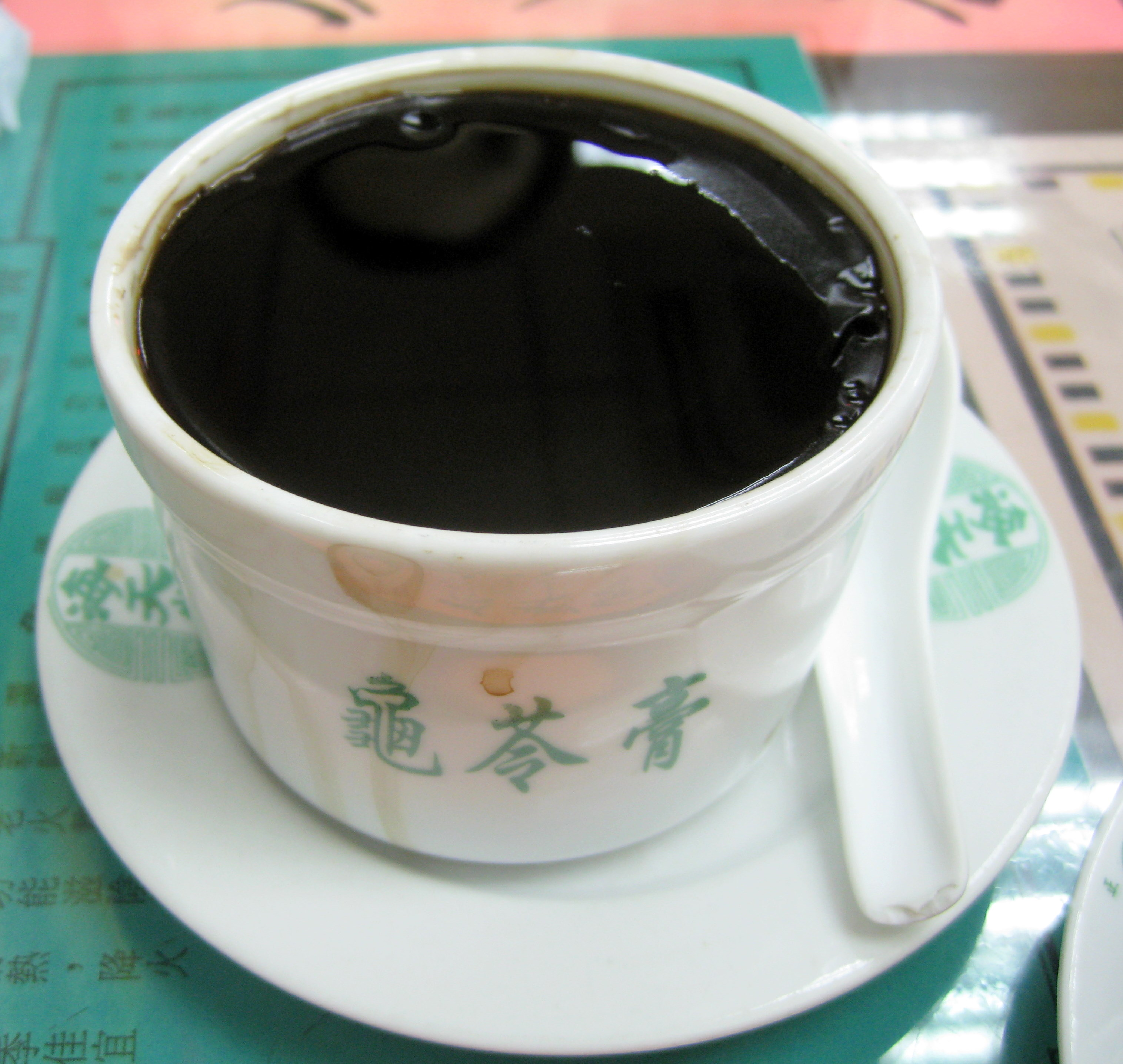
亀苓膏（亀ゼリー）

## 歴史
ヨーロッパでは普及せず、フランス料理で素材の水分で蒸す「エテュベ」や「ブレゼ」、少量のワインや出汁などで蒸すように煮る「ポッシェ」などはあったが、水を沸騰させるヴァプール（フランス語: vapeur）と呼ばれる蒸し調理が取り入れられたのは1970年代のヌーベル・キュイジーヌ（フランス語で「新しい料理」の意）以降となる。料理人の高橋拓児は、西洋では臭みが強い牛肉や豚肉などが主食であることが流行らなかった理由でないかと推測している。
中国大陸では6000年～7000年前の新石器時代ごろの黄河流域から陶器で作られた蒸し器（甗）が出土している。
日本列島へは中国東北部・朝鮮半島を経由して、3世紀（弥生時代末）ごろに伝わったとされ、福岡県の西新町遺跡からは土製蒸し器が出土している。しかし、その後に蒸し調理は一時廃れた。なお、これより古い時代の旧石器時代から、焼け石を敷き詰めた上に葉に巻いた肉などを置き、土をかけた上で水をかけて蒸し焼きにする石蒸しという調理法が行われていたと推定されている（遺構として旧石器時代のものは礫群、縄文時代のものは集石と呼ばれる）。現在でも多くの文化で同様の調理法アースオーブン（南米のパチャマンカなど）が確認される。